# Apache Kudu
Apache Kudu - це вільне колонково-орієнтоване сховище даних в екосистемі Apache Hadoop. Сумісне з більшістю фреймворків обробки даних в Hadoop.
Проект розробки Apache Kudu з відкритим кодом був початий як внутрішній проект в Cloudera. Перша версія 1.0 була випущена 19 вересня 2016.

## Зноски
1. ↑  Apache Kudu - Releases. Архів оригіналу за 28 травня 2018. Процитовано 13 червня 2017. Kudu 1.4.0 was released on June 13, 2017.
2. ↑  Release 1.12.0 — 2020.
3. ↑  The apache-kudu Open Source Project on Open Hub: Languages Page — 2006.
4. ↑  https://projects.apache.org/json/projects/kudu.json
5. ↑  Project Status (амер.). 21 травня 2017. Архів оригіналу за 21 травня 2017. Процитовано 21 травня 2017. Is Kudu open source? Yes, Kudu is open source and licensed under the Apache Software License, version 2.0. Apache Kudu is a top level project (TLP) under the umbrella of the Apache Software Foundation.
6. ↑  Архівована копія. Архів оригіналу за 16 січня 2017. Процитовано 19 вересня 2017.{{cite web}}:  Обслуговування CS1: Сторінки з текстом «archived copy» як значення параметру title (посилання)
7. ↑  Why was Kudu developed internally at Cloudera before its release? (амер.). 21 травня 2017. Архів оригіналу за 21 травня 2017. Процитовано 21 травня 2017.
8. ↑  Apache Kudu releases (амер.). 21 травня 2017. Архів оригіналу за 21 травня 2017. Процитовано 21 травня 2017. Kudu 1.0.0 was released on September 19, 2016. It is the first release not considered “beta”. […] Kudu 0.5.0 (beta) was released on Sep 28, 2015. It was the first public version of Kudu.